# Samara Felippo
Samara Felippo Santana (Rio de Janeiro, 6 ottobre 1978) è un'attrice televisiva e attrice cinematografica brasiliana di teatro, cinema e televisione, di ascendenze italiane.

## Biografia
Samara Felippo (il cui padre è originario di calabresi, del Lametino) ha iniziato come ginnasta, dedicandosi solo in un secondo momento al teatro. A 17 anni è stata scritturata dalla Rede Globo de Televisão (una fra le emittenti più importanti del Brasile), prima in parti secondarie e successivamente in quelle di coprotagonista e protagonista di telenovele di successo distribuite anche in Italia.
L'interpretazione forse più significativa dell'attrice è stata quella della nipote del rivoluzionario brasiliano Bento Gonçalves nella telenovela Garibaldi, l'eroe dei due mondi.

## Filmografia principale
- Anjo Mau (1997) - telenovela
- Malhação (1998) - soap opera
- Meu Bem Querer (1998) - telenovela
- O Dono do Mar (2000)
- Concerto Campestre (2001)
- Garibaldi, l'eroe dei due mondi; altro titolo: La casa delle sette donne (A casa das sete mulheres) (2003) - telenovela
- Chocolate com pimenta (2003) - telenovela
- Da Cor do Pecado (2004)
- América (2005) - telenovela
- O Profeta (2006)
- Sete Pecados (2007) - telenovela
- Os Dez Mandamentos (2015) - telenovela
- Apocalipse (2017) - telenovela